# Karoi
Karoi est une ville du Zimbabwe située dans la province du Mashonaland occidental. Sa population est estimée à 27 008 habitants en 2007.

## Source
- (en) Cet article est partiellement ou en totalité issu de l’article de Wikipédia en anglais intitulé « Karoi » (voir la liste des auteurs).